# Passerelle du Volontariat
La Passerelle du Volontariat (en espagnol Pasarela del Voluntariado) est un pont de Saragosse (Aragon, Espagne) pour les piétons et cyclistes..

## Situation
En partant de l'ouest de la ville, il est le quatrième pont à enjamber l'Èbre qui traverse Saragosse d'ouest en est. Il quitte la rive droite du fleuve dans le quartier de la Almozara, vers les jardins de Atenas, et atteint la rive gauche sur l'avenue de Ranillas, à côté de l'entrée de l'Expo Zaragoza 2008.

## Histoire
Il a été imaginé par Javier Manterola et construit en 2008 dans le contexte de l'Exposition spécialisée de 2008. La ville a alloué à sa construction un budget de 7,5 millions d'euros.

## Construction
Il s'agit d'un pont métallique à haubans soutenu par un mât unique, situé sur la rive droite et faisant avec la verticale un angle de 30°. Les haubans sont au nombre de 46. La longueur totale du tablier est de 277 mètres (dont 230 mètres en courbe).

## Galerie

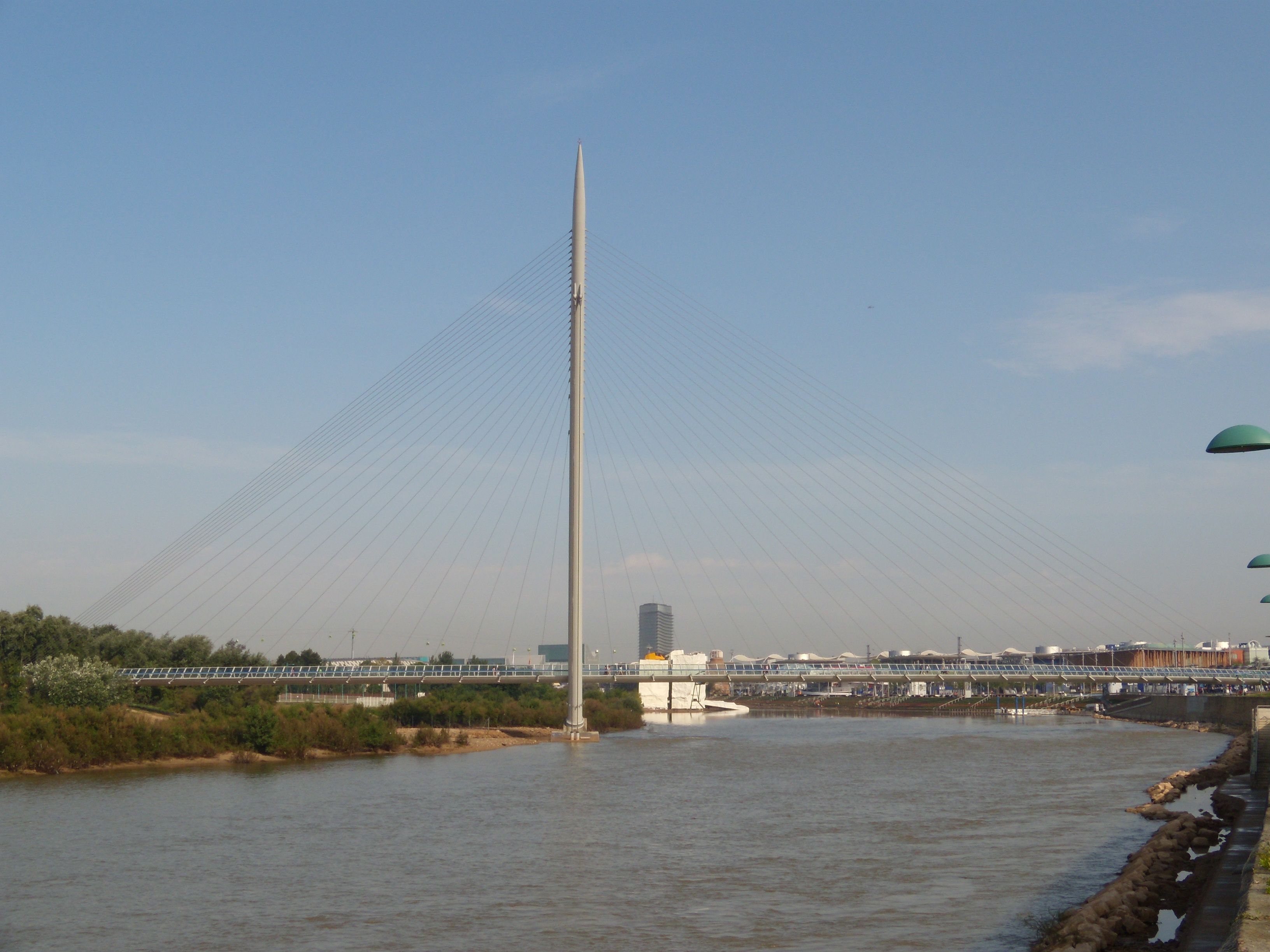
Passerelle du Volontariat avec derrière elle le site de l'Expo
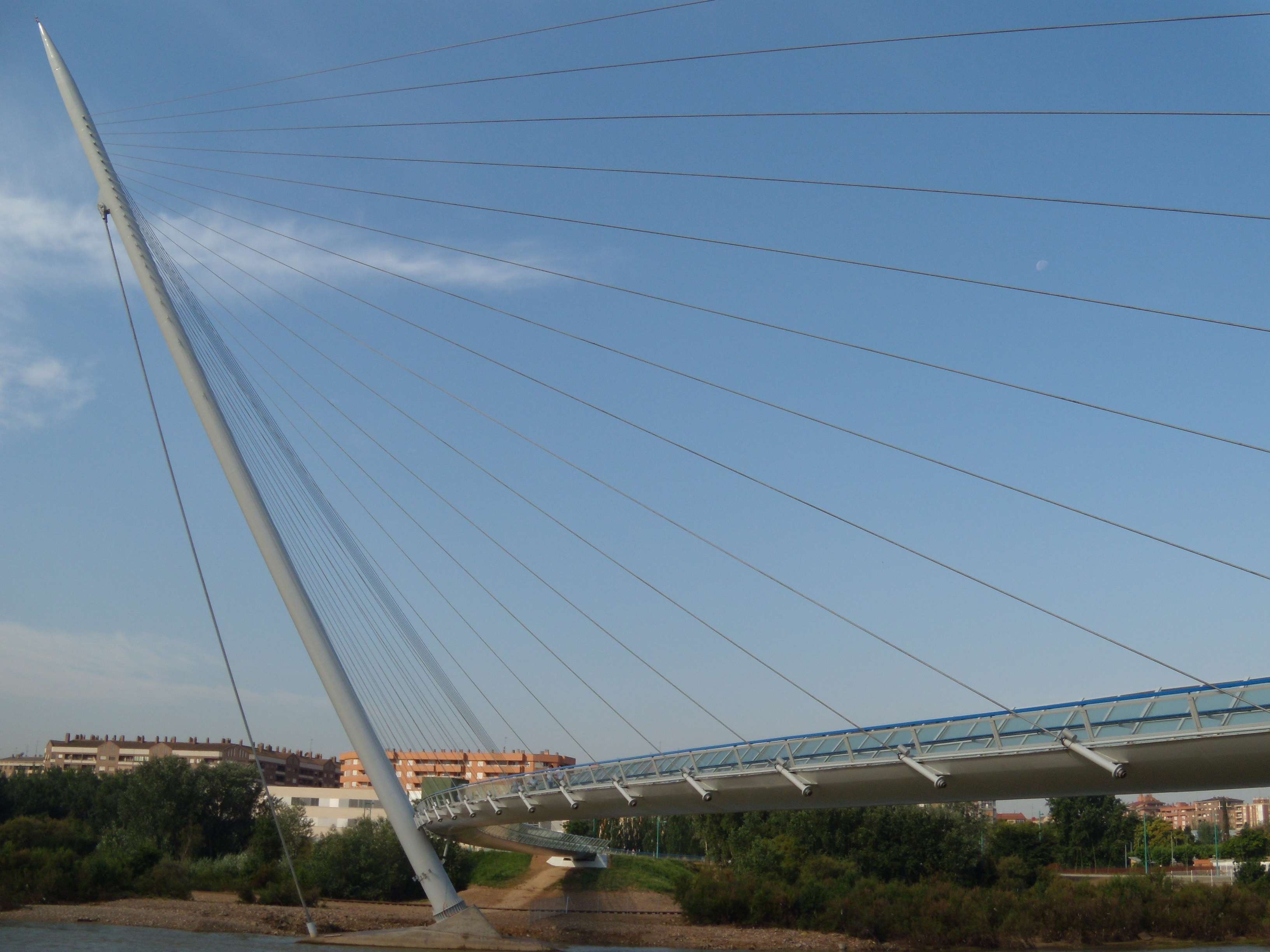
Passerelle du Volontariat
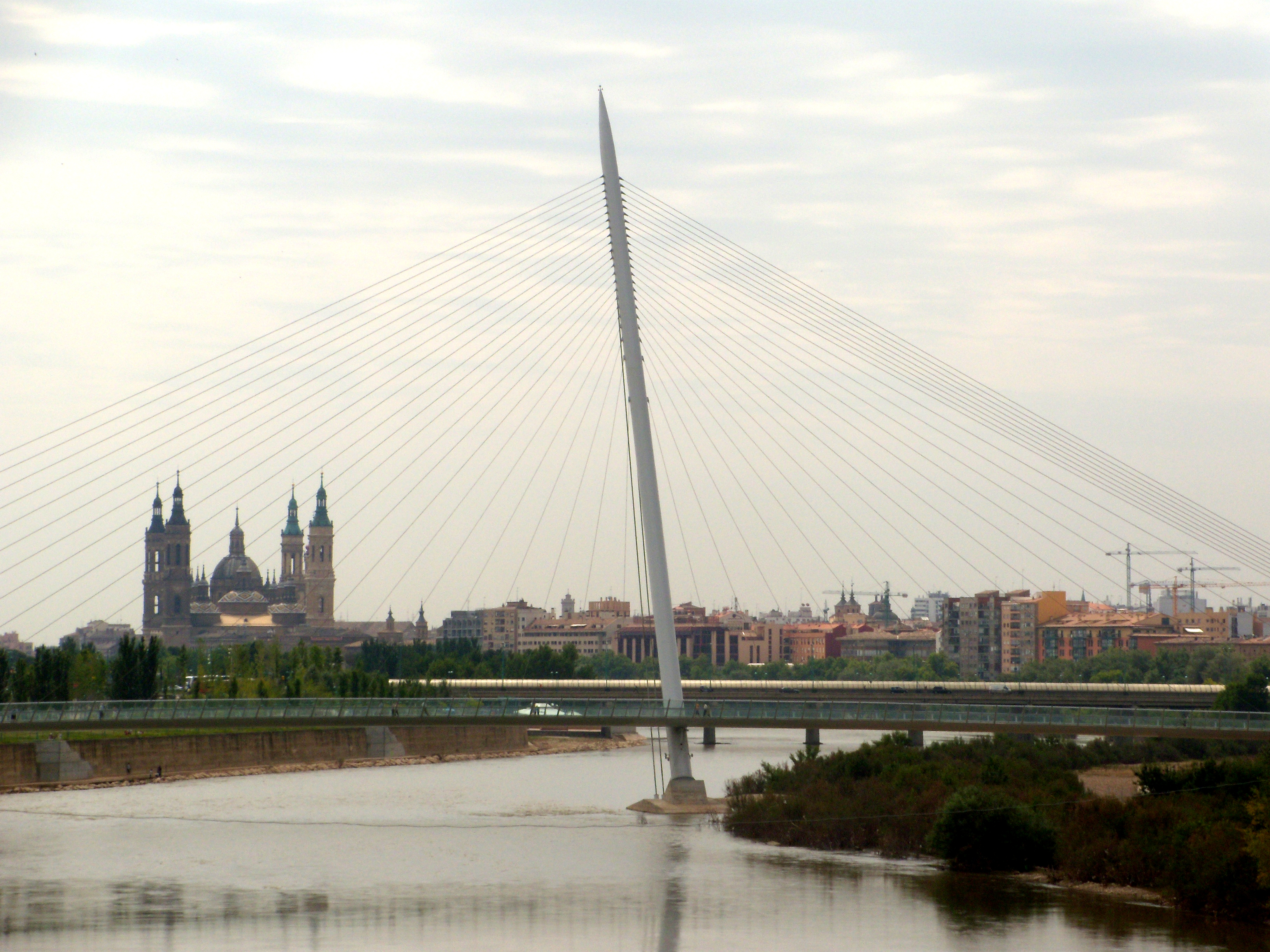
Passerelle du Volontariat avec derrière elle la Basilique del Pilar
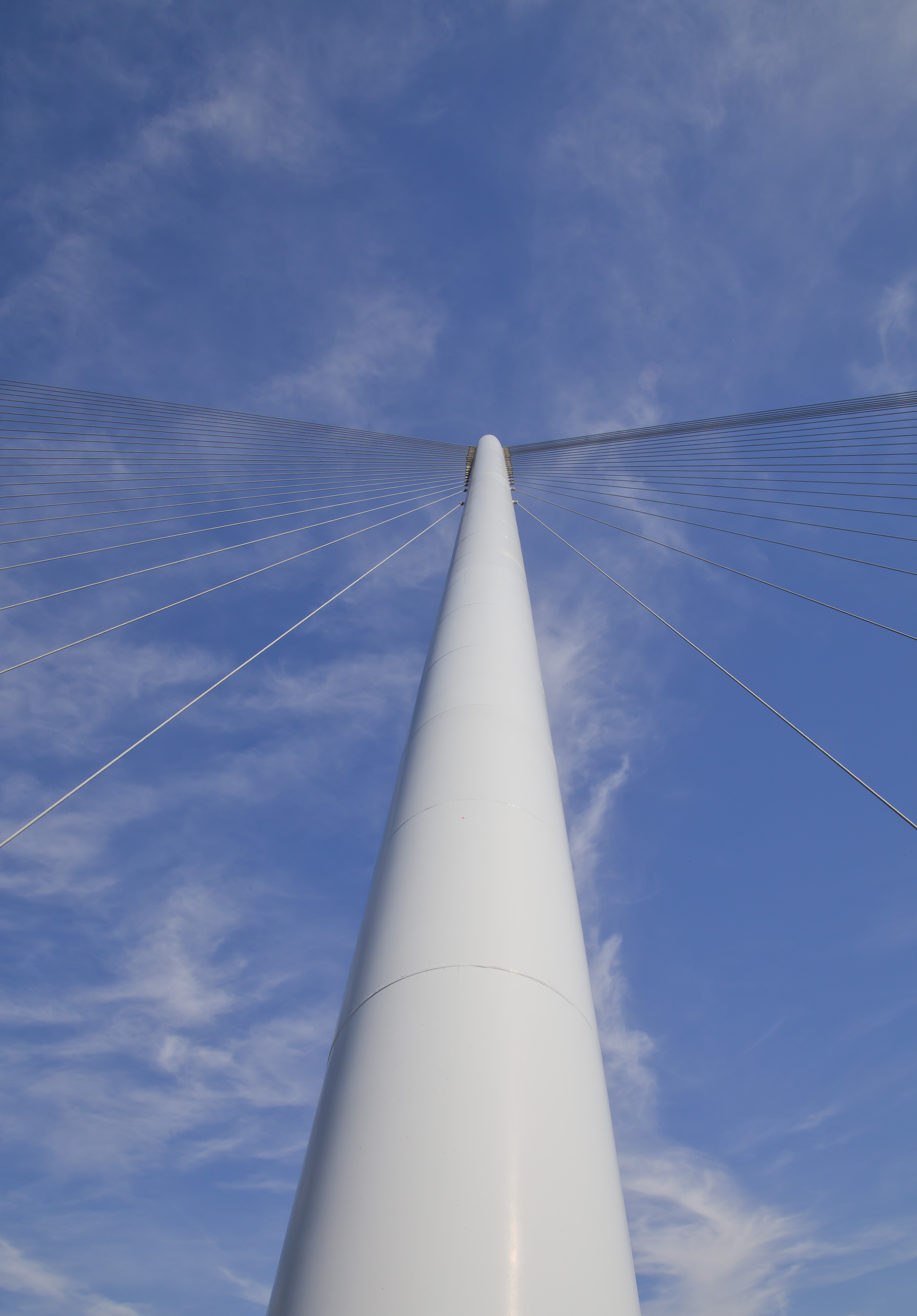
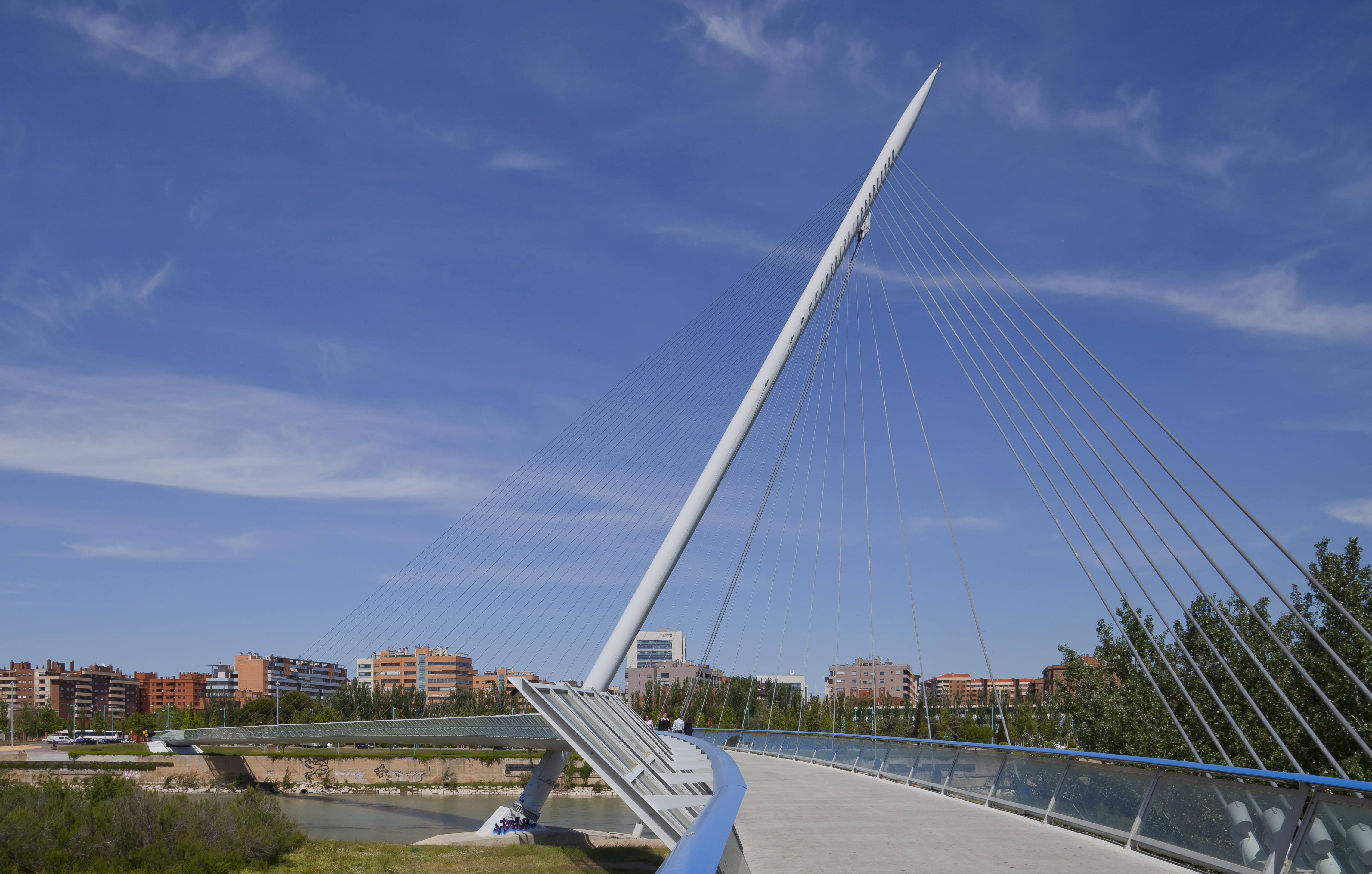
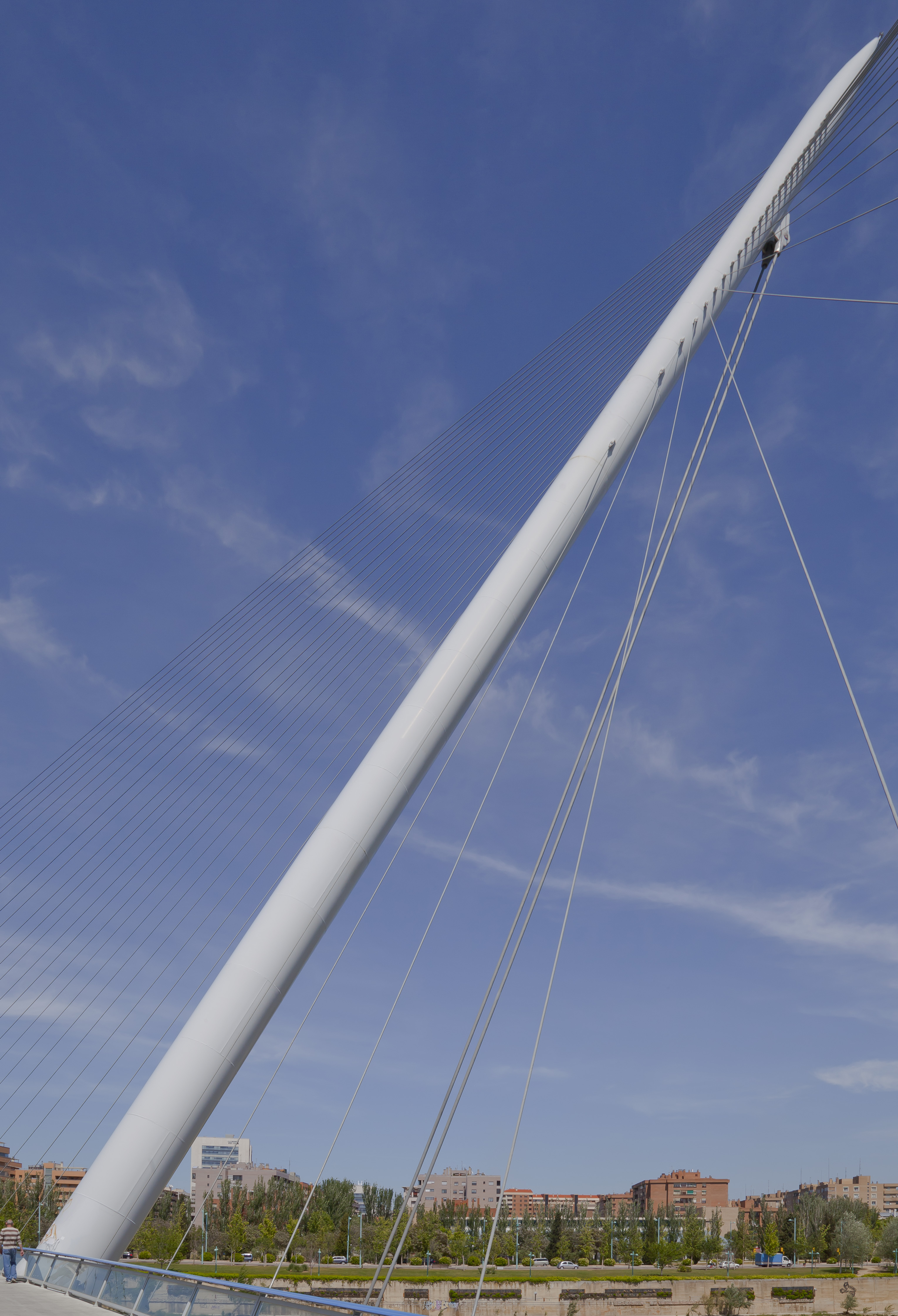

### Sources et bibliographie
- (es) « La técnica y el diseño se funden en una pasarela que unirá el barrio de la Almozara con el recinto de la Expo », sur expozaragoza2008.es (consulté le 2 juillet 2008).